# Mesa Centralna

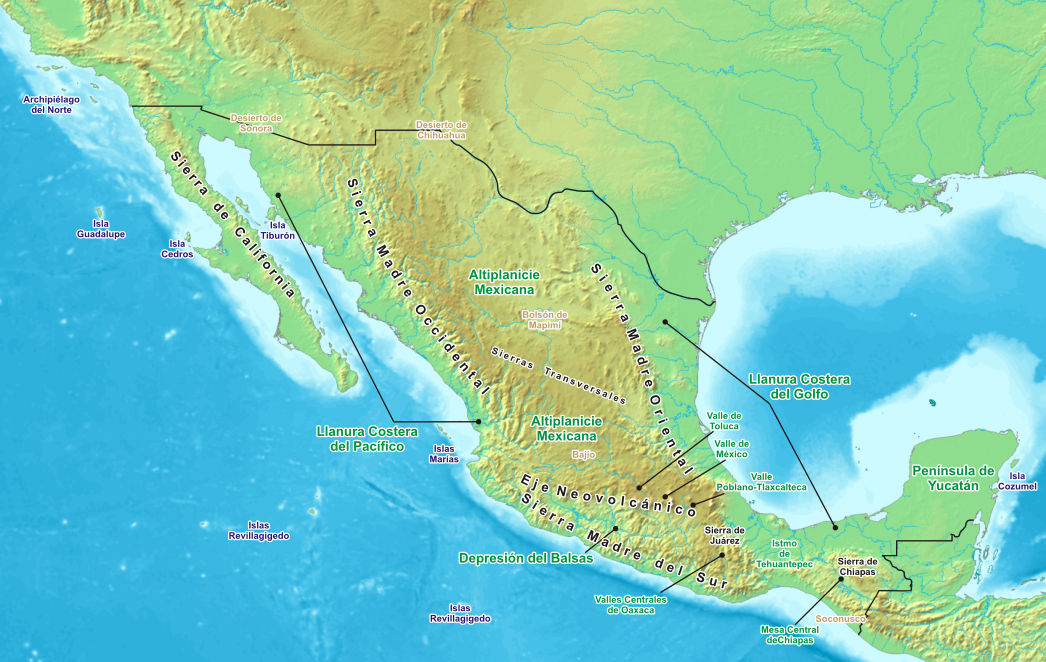
Ukształtowanie powierzchni Meksyku

Mesa Centralna – część Wyżyny Meksykańskiej, położona na terytorium Meksyku, otoczona biegnącymi równolegle do oceanów krawędziowymi górami Sierra Madre Wschodnia i Sierra Madre Zachodnia. Od południa Mesę Centralną zamyka biegnąca równoleżnikowo Kordyliera Wulkaniczna a od Mesy Północnej, północnej części Wyżyny Meksykańskiej oddzielona jest przez Sierras Transversales
Wulkanicznie ukształtowany, lawowy płaskowyż osiągający 2000–2800 m n.p.m. z kotlinowatymi obniżeniami, wąwozami i zagłębieniami, oddzielonymi od siebie wulkanami. Niziny znajdujące się na Mesie Centralnej są z reguły niewielkie, lecz stosunkowo żyzne i stanowią tradycyjny spichlerz kraju. W niższych częściach Mesy Centralnej istniały dawniej jeziora, które w większości zostały osuszone po pojawieniu się hiszpańskich kolonistów, którzy dla utrzymania wysokich plonów zmuszeni są do nawadniania pól. 
Na terenie Mesy Centralnej zamieszkuje około 75% Meksykan. Tam też znajdują się największe ośrodki miejskie: Meksyk – miasto stołeczne (13,6 mil. w mieście, a w zespole miejskim ponad 20 mln.); Guadalajara (1,6 mln ludności); Puebla (1,1 mln); San Luis Potosí (526 tys.).